# B컷
《B컷》은 2022년에 개봉한 대한민국의 영화이다.

## 캐스팅
- 김동완 : 안승현 역
- 전세현 : 윤민영 역
- 김병옥 : 김태산 역
- 최재환 : 도원식 역
- 손지안 : 강유라 역
- 송연지 : 최연정 역
- 이창욱 : 김기철 역
- 조현민 : 김 비서 역
- 이철민 : 경호실장 역 (우정출연)
- 안용준 : 승현 동창 역 (우정출연)
- 박정숙 : 아나운서 역 (우정출연)
- 라경덕 : 박 회장 역 (우정출연)
- 선우용녀 : 민영 모 역 (특별출연)
- 정정아 : 청소부 역 (특별출연)
- 명계남 : 원로 역 (특별출연)
- 심현섭 : 셰프 역 (특별출연)